# Qualitatives Zufriedenheitsmodell
Das Qualitative Zufriedenheitsmodell, kurz QZM, im Englischen auch „qualitative satisfaction model“ wurde von Bernd Stauss und Patricia Neuhaus entwickelt und 1996/1997 veröffentlicht. Grundlegend geht es um den Zusammenhang zwischen Kundenzufriedenheit und Kundenbindung. Eingeteilt wird dabei in fünf (Un-)Zufriedenheitstypen.

## Grundlegendes
Das Modell von Stauss und Neuhaus bezieht sich auf den theoretischen Ansatz von Agnes Bruggemann von 1974 zur Arbeitsunzufriedenheit. Beim Bruggemann-Modell wird in sechs Formen der Arbeitszufriedenheit bzw. Unzufriedenheit unterschieden. Es gibt die progressive, stabilisierte und resignative Arbeitszufriedenheit und die fixierte, konstruktive und Pseudo-Arbeitsunzufriedenheit. Zur Bestimmung der zutreffenden Form wird zwischen den eigenen Bedürfnissen und Erwartungen (= Soll) und deren Umsetzung in die Arbeitssituation (= Ist) verglichen.
Bernd Stauss und Patricia Neuhaus beziehen diesen Ansatz auf die Praxis und zeigen die verschiedenen Zufriedenheitsformen der Kunden und deren Auswirkungen auf die Bindung zum Dienstleister auf. Ebenso wird bei diesem Modell zwischen Zufriedenheits- bzw. Unzufriedenheitstypen unterschieden, jedoch nicht bezogen auf die Arbeitszufriedenheit, sondern auf die Kundenzufriedenheit. Außerdem zeigt das Modell den Zusammenhang zwischen (Un-)Zufriedenheit und der Übertragung auf das Verhalten des Kunden unter Einbeziehung der Intensität und der Qualität der Zufriedenheit. Im Unterschied zum angelehnten Bruggemann-Modell berücksichtigt das QZM den kognitiven, affektiven und konativen Zustand des Kunden.

## Formen der (Un-)Zufriedenheit
Grundlegend wird zwischen fünf Zufriedenheits- bzw. Unzufriedenheitstypen unterschieden. Dabei wird eingeteilt in den „Fordernd Zufriedenen“, den „Stabil Zufriedenen“, den „Resignativ Zufriedenen“, den „Stabil Unzufriedenen“ und zuletzt den „Fordernd Unzufriedenen“, die nachfolgend erläutert werden.
Die (Un-)Zufriedenheit gegenüber dem Dienstleister setzt sich aus dem Eindruck gegenüber dem Anbieter, seinem Anspruch an die Leistung und der Verhaltensabsicht zusammen. Eine Übersicht über den Zusammenhang dieser Größen zu den entsprechenden (Un-)Zufriedenheitstypen liefert folgende Tabelle:
|                                   | Der Fordernd Zufriedene                                     | Der Stabil Zufriedene                               | Der Resignativ Zufriedene               | Der Stabil Unzufriedene                                   | Der Fordernd Unzufriedene                                            |
| Gefühl                            | Optimismus/Zuversicht                                       | Beständigkeit/Vertrauen                             | Gleichgültigkeit/Anpassung              | Enttäuschung/Ratlosigkeit                                 | Protest/Einflussnahme                                                |
| Erwartung                         | … muss in Zukunft mit mir Schritt halten                    | … soll alles so bleiben wie bisher                  | … mehr kann man nicht erwarten          | … erwarte eigentlich mehr, aber was soll man schon machen | … muss sich in einigen Punkten erheblich verbessern                  |
| Verhaltenssituation (Wiederwahl?) | Ja, da bisher meinen ständig neuen Anforderungen gewachsen. | Ja, da bisher alles meinen Anforderungen entsprach. | Ja, denn andere sind auch nicht besser. | Nein, aber kann keinen konkreten Grund angeben.           | Nein, den trotz eigener Bemühungen wurde nicht auf mich eingegangen. |

Tabelle aus: Stauss, B./ Neuhaus, P.: Das Unzufriedenheitspotential zufriedener Kunden, in: Marktforschung & Management, 40. Jg. (1996), H. 4, S. 131.
Diese fünf (Un-)Zufriedenheitstypen werden nachfolgend näher erläutert.
Der „Fordernd Zufriedene“ hat eine positive Haltung gegenüber dem Dienstleister. Jedoch steigen seine Anforderungen aufgrund des Wettbewerbs. Da der Kunde bisher zufrieden mit den Angeboten des Dienstleisters war, wird er auch zukünftig zu diesen greifen und diese auch weiterempfehlen. Dieses Verhältnis bleibt jedoch nur bestehen, wenn es der Firma gelingt, die Anforderungen zu erfüllen, wodurch es potentiell veränderlich ist.
Der „Stabil Zufriedene“-Typ kennzeichnet sich durch eine vertraute und meist vieljährige Beziehung zum Dienstleister. Aus diesem Grund zählt diese Form der Zufriedenheit auch als sicherste. Er wird in Zukunft weiter Kunde bleiben und den Anbieter weiterempfehlen.
Der „Resignativ Zufriedenen“ ist relativ gleichgültig und zeigt kein besonderes Aktivitätspotential, weshalb er keine besonderen Ansprüche stellt, aber auch keine Mundpropaganda betreibt. Bevor es zu einer Beschwerde an den Anbieter kommt, würde er seine Ansprüche senken oder den Anbieter wechseln.
Der „Stabil Unzufriedene“ ist unzufrieden mit der Leistung, da seine Erwartungen und Ansprüche nicht ausreichend erfüllt wurden. Da er jedoch kein großes Aktivitätspotential besitzt, wird er eher keine Beschwerde an den Dienstleister formulieren und diese auch nicht an andere weitergeben. Ein Anbieterwechsel findet nur ausgelöst durch einen äußeren Anreiz statt.
Im Gegensatz zu den anderen Unzufriedenheitstypen besitzt der „Fordernd Unzufriedene“ ein Aktivitätspotential. Die Qualität der Dienstleistung entspricht nicht seinen Vorstellungen, weshalb er dies dem Anbieter gegenüber artikuliert. Wenn diese nicht umgesetzt werden, wird er das Verhältnis zum Dienstleister beenden und seine Unzufriedenheit an andere propagieren.

## Folgerungen für die Dienstleistungspraxis
Ein Vorteil des qualitativen Zufriedenheitsmodells von Stauss und Neuhaus liegt in ihrer zusammenhängenden Darstellung von Ursache- und Wirkungsbeziehungen der Dienstleistungsqualität und spielt damit eine wichtige Rolle für Dienstleistungsunternehmen, da das Verständnis über die Zufriedenheit der Kunden einen entscheidenden Aufschluss über die künftige Orientierung einer Firma gibt. Wenn die Kundenzufriedenheit weiter steigt und damit je nach Anteilen der (Un-)Zufriedenheitstypen auch das weitere Kundenspektrum, kann der Erfolg des Unternehmens ansteigen. Die Erwartungen und auch die Nachfrage der Kunden helfen dabei entscheidend weiter. Daraus lassen sich Ansätze zur Entgegenwirkung und Behebung von Schwächen der Dienstleistungsqualität ableiten, was das Qualitätsmanagement weiterentwickelt.
Dadurch, dass bei Kundenbefragung zur Leistung eines Dienstleisters keine Einzelmerkmale bewertet werden, entstehen zwei grundlegende Probleme. Im Rahmen der Zufriedenheitsmessung ist es fraglich, ob die Befragten eine Leistung bezüglich derselben Kriterien beurteilen. In engem Zusammenhang dazu steht das Problem, dass ein Dienstleister keine konkreten Anhaltspunkte erhält, ob Teilleistungen aufgrund von Kundenunzufriedenheit zu modifizieren sind.
Die Qualität der Dienstleistung bestimmt die Zufriedenheit des Kunden und damit auch die Kundenloyalität. Grundsätzlich kann man jedoch nicht davon ausgehen, dass die Kundenloyalität größer ist, je höher die Zufriedenheit ist. Deshalb gilt es bei Kundenzufriedenheitsuntersuchungen nicht nur die Globalzufriedenheit zu ermitteln, sondern auch das Gefährdungspotential der Kunden in Erfahrung zu bringen. Denn auch die Attraktivität von Leistungsalternativen und situative Faktoren beeinflussen die Loyalität des Kunden, woraufhin sich unter zufriedenen Kunden emotionale, erwartungsbezogene und bindungsintentionale Gefährdungspotenziale ergeben.
Es wird davon ausgegangen, dass die Globalzufriedenheit, das heißt die generelle Zufriedenheit gegenüber dem Dienstleister ohne die Einbeziehung der konkreten Leistungsaspekte, auf die Zugehörigkeit der oben genannten (Un-)Zufriedenheitstypen zurückzuführen ist. Es ist beispielsweise zu erwarten, dass Kunden vom „Stabil Zufriedenen“-Typ eine hohe Globalzufriedenheit besitzen, da sie in der meist schon länger andauernden Dienstleistungsbeziehung stetig zufrieden waren.
Basierend auf den Analysen der Zufriedenheit, vor allem der globalen, ist bei Verbesserung der Dienstleistungen beim Einsatz des Marketings der Fokus auf die Kunden mit hohem Gefährdungspotential zu legen. Denn dieser Faktor beeinflusst entscheidend das Verhalten des Kunden bezüglich der Kundenbindung und der Kundenloyalität. Beispielsweise besitzen der „Resignativ Zufriedene“ und der „Fordernd Zufriedene“ ein höheres Gefährdungspotential als der „Stabil Zufriedene“ und würden den Anbieter tendenziell eher nicht weiterempfehlen und diesen eventuell wechseln.
Schließlich ist zu sagen, dass eine steigende Kundenzufriedenheit den wirtschaftlichen Erfolg eines Unternehmens erhöht. Dabei gilt die Zufriedenheit der Kunden als Grundlage für die Kundenbindung und Kundenloyalität, die den Umsatz und Gewinn eines Unternehmens maßgeblich bestimmen. Das Qualitative Zufriedenheitsmodell von Stauss und Neuhaus hat diesbezüglich einen hohen Stellenwert, da es wie dargestellt wichtige Aufschlüsse liefert.